# H. Rider Haggard

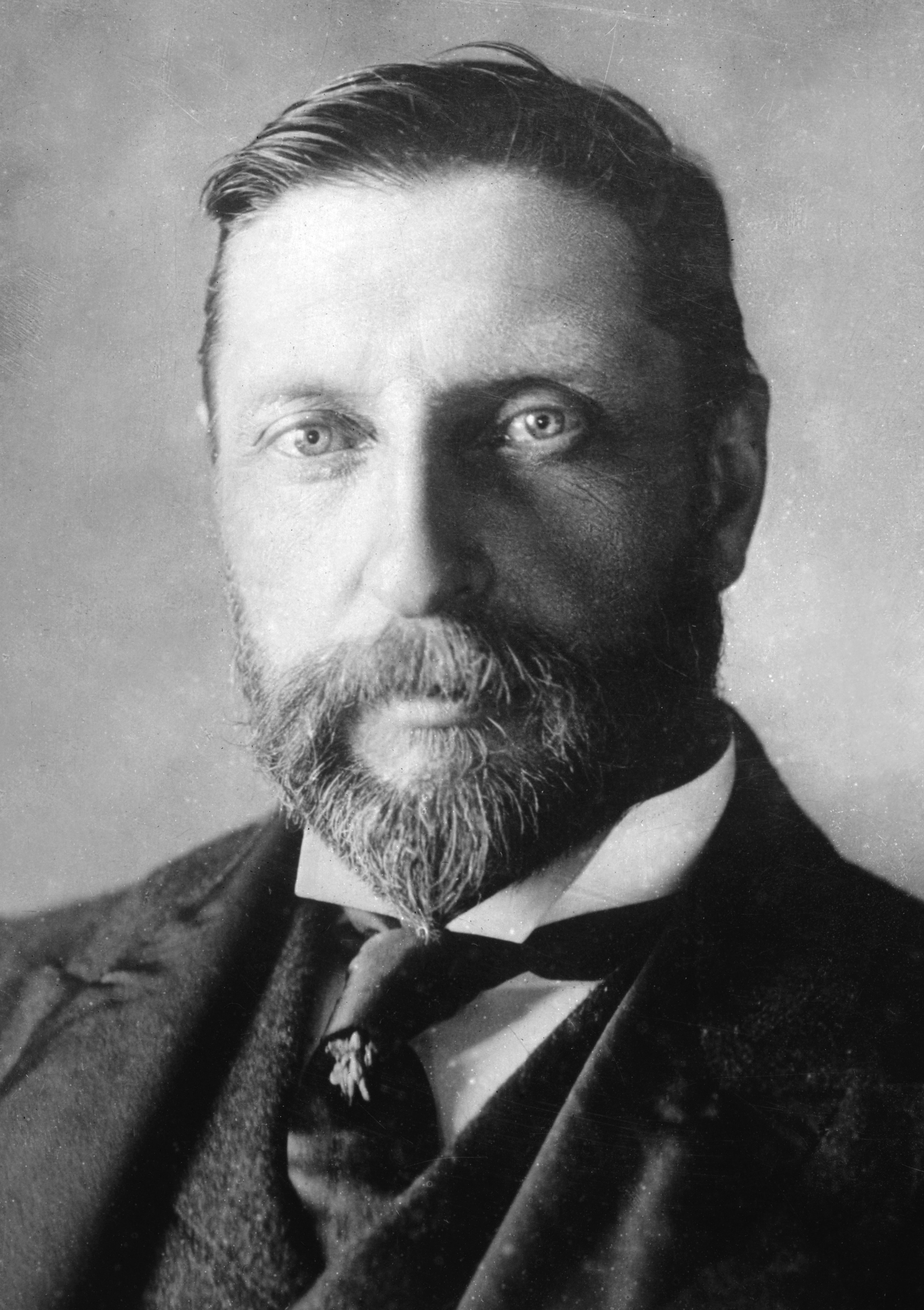
Henry Rider Haggard

Sir Henry Rider Haggard (* 22. Juni 1856 in Bradenham Hall bei Thetford, Norfolk; † 14. Mai 1925 in London) war ein britischer Schriftsteller und Vertreter des englischen Abenteuerromans des 19. Jahrhunderts. Sein bekanntestes Werk ist King Solomon’s Mines (dt. König Salomos Schatzkammer oder König Salomons Diamanten). In der englischsprachigen Welt ist er als H. Rider Haggard bekannt.

## Leben
Geboren als achtes von zehn Kindern und sechster Sohn des Gutsbesitzers und Barristers William Haggard (1817–1893) aus dessen Ehe mit Ella Doventon (1819–1889), einer Amateur-Schriftstellerin, war Henry Rider Haggard ein schwieriges Kind und wurde von seinem Vater für dumm gehalten. Als einziger der Söhne seiner Eltern erhielt er keine höhere Schulbildung. Bis zum Alter von 17 Jahren wurde er in der Grammar School von Ipswich und zum Teil auch privat unterrichtet. Nachdem er die Aufnahmeprüfungen für die Armee nicht bestanden hatte, kam er auf Empfehlung seines Vaters 1875 als Sekretär zum Gouverneur von Natal in Südafrika, Sir Henry Bulwer. In der Folge in verschiedenen Beamtenfunktionen in Südafrika tätig, wurde er Zeuge der Auseinandersetzungen der Briten mit den Buren und der einheimischen Bevölkerung. Er machte sich mit den Problemen des Landes vertraut und interessierte sich eingehend für die Sprache, Kultur und Legenden der Zulu, was sich in seinen in Afrika spielenden Romanen um den Großwildjäger Allan Quatermain sowie in Nada, die Lilie niederschlägt. Haggard wurde auch von anderen Abenteurern, die er später in Afrika traf, vornehmlich dem amerikanischen Pfadfinder Frederick Russell Burnham, und der beträchtliche Mineralfülle des südlichen Afrikas sowie den Ruinen von den alten verlorenen Zivilisationen beeinflusst, die in Afrika, wie zum Beispiel in Simbabwe, entdeckt wurden.
1880 heiratete er in Norfolk die Gutsbesitzer-Erbin Mariana Louisa Margitson (1856–1925), mit der er zunächst nach Transvaal auf seine Straußenfarm zog. Das Paar bekam einen Sohn und drei Töchter. Als das Land an die Buren fiel, kehrte er nach England zurück und setzte sein Studium der Rechte fort. 1884 wurde er als Barrister zugelassen. Statt zu praktizieren, zog er sich jedoch auf ein Gut in Norfolk zurück und begann zu schreiben. Nach einigen erfolglosen Romanen (und einer früheren Studie über zeitgenössische afrikanische Geschichte) schaffte er seinen Durchbruch 1885 mit King Solomon’s Mines, dem ersten Roman mit seinem Protagonisten Allan Quatermain, ein Buch mit bis heute anhaltendem Erfolg. Angeblich entstand das Buch aufgrund einer Wette mit seinem Bruder, er könne mit Leichtigkeit ein ähnlich spannendes Buch wie Robert Louis Stevensons 1883 erschienene Schatzinsel schreiben.
Der Tod seines Sohnes 1891 war ein schwerer Schlag für Haggard. Bei der britischen Parlamentswahl 1895 kandidierte er für die Conservative Party im Wahlkreis East Norfolk für das Unterhaus, unterlag aber knapp dem Kandidaten der Liberal Party. 1912 bis 1917 machte er ausgedehnte Reisen als Mitglied der Dominions Royal Commission. Als Experte für landwirtschaftliche und soziale Fragen schrieb er Bücher wie The Poor and the Land (1905) und Rural England. 1912 wurde er als Knight Bachelor geadelt und 1915 auch zum Knight Commander des Order of the British Empire geschlagen.
Drei seiner Geschwister waren ebenfalls schriftstellerisch tätig (seine Schwester Eleonora unter dem Pseudonym Baroness Albert D’Anethan).
Zu seinen Bewunderern zählt auch Carl Gustav Jung, für den die Figur der Königin Ayesha, einer jahrtausendealten Zauberin und Herrscherin über einen afrikanischen Stamm, in She ein Modell für sein Anima-Konzept war. Einen psychoanalytischen Blick auf das Werk Haggards wirft auch Arno Schmidt in seinem letzten, Fragment gebliebenen Roman Julia, oder die Gemälde.

## Bibliographie
Allan Quatermain
Ayesha
- She. A History of Adventure (1886)
  - Deutsch: Sie. Roman aus dem dunkelsten Afrika. 1911. Die Herrin des Todes : Abenteuerroman aus dem dunkelsten Afrika. 1926. Sie. Übersetzt von Helmut Degner. Heyne SF&F #4130, 1984, ISBN 3-453-31100-0. Sie. Neu übersetzt, mit Anmerkungen und einem Nachwort von Susanne Luber. Haffmanns bei Zweitausendeins, 2006, ISBN 3-86150-573-8.
- Ayesha: The Return of She (1905)
  - Deutsch: Ayesha – Sie kehrt zurück. Übersetzt von Hans Maeter. Heyne SF&F #4132, 1984, ISBN 3-453-31109-4.
- She and Allan (1921)
  - Deutsch: Sie und Allan. Übersetzt von Hans Maeter. Heyne SF&F #4133, 1985, ISBN 3-453-31118-3.
- Wisdom’s Daughter: The Life and Love Story of She-Who-Must-Be-Obeyed (1923)
  - Deutsch: Die Tochter der Weisheit. Übersetzt von Hans Maeter. Heyne SF&F #4137, 1985, ISBN 3-453-31167-1.

Einzelromane
- The Witch’s Head (1884) bei Braatz & Mayrhofer als Band 3 der Haggard Edition unter „Der Hexenkopf“ erschienen.
- Dawn (1884)
- Cleopatra (1889)
  - Deutsch: Kleopatra: Historische Erzählung aus dem Jahrhundert vor Christi Geburt. Übersetzt von Arthur Schilbach. Deutsche Verlags-Anstalt, 1898. Harmachis, der letzte göttliche Pharao als Verräter seines Volkes : Eine historische Erzählung vor 2000 Jahren, in Verbindung mit den ägypischen Mysterien, nach aufgefundenen Papyri kürzlich geöffneter Grabkammern. Übersetzt von Arthur Schilbach, durchgesehen von Recnartus. Gebr. Fändrich, Leipzig 1925. Kleopatra. Übersetzt von Hans Maeter. Heyne SF&F #4310, ISBN 3-453-31336-4.
- Colonel Quaritch, VC (1889)
  - Deutsch: Oberst Quaritch : Eine Erzählung aus dem Landleben. Übersetzt von Natalie Rümelin. 2 Bde. Engelhorn, Stuttgart 1891.
- Beatrice (1890)
  - Deutsch: Beatrice. Deutsche Verlags-Anstalt, 1892.
- The World’s Desire (1890, mit Andrew Lang)
  - Deutsch: Das Sehnen der Welt. Übersetzt von Hans Maeter. Heyne SF&F #4138, 1985, ISBN 3-453-31194-9.
- Eric Brighteyes (1891)
  - Deutsch: Erik der Wikinger. Übersetzt von Uwe Anton. Ullstein TB #21019, 1985, ISBN 3-548-21019-8. Erik Hellauge. Übersetzt von Die Saga von Erik Hellauge. Übersetzt von Klaus Schmitz. Die Tintenschmiede Schmitz, 2014, ISBN 978-3-945353-02-8.
- Nada the Lily (1892)
  - Deutsch: Nada die Lilie. Übersetzt von Hans Maeter. Mit einem Nachwort hrsg. von Franz Rottensteiner. Heyne SF&F #3733, 1980, ISBN 3-453-30636-8.
- Montezuma’s Daughter (1893) bereits 1902/3 unter „Die Tochter Montezumas“ in „Fürs Schweizer Haus“, später im Synergen Verlag und bei Braatz & Mayrhofer als Band 1 der Haggard Edition erschienen.
- The People of The Mist (1894)
  - Deutsch: Volk des Nebels : Auf Schatzsuche im geheimnisvollen Land des Nebels. Übersetzt von Eva-Maria Ledig. Arena, 1979, ISBN 3-401-03872-9. Das Nebelvolk. Übersetzt von Hans Maeter. Heyne SF&F #4148, 1979, ISBN 3-453-31265-1.
- Benita : An African Romance (1894, auch als The Spirit of Bambatse)
  - Deutsch: Der Geist von Bambatse. Heyne SF&F #4311, 1986, ISBN 3-453-31341-0.
- Joan Haste (1895)
- Heart of the World (1895)
  - Deutsch: Das Herz der Welt. Übersetzt von Gertrude Hildebrandt-Eggert. Vita, Berlin 1898. Das Herz der Welt. Übersetzt von Hans Maeter. Heyne SF&F #4149, 1986, ISBN 3-453-31268-6.Das Herz der Welt. Übersetzt von Gertrude Hildebrandt-Eggert und Melanie Jungierek. mach-mir-ein-ebook.de, 2015, ISBN 978-3-944309-79-8.
- The Wizard (1896)
- Dr. Therne (1898)
- Swallow. A Tale of the Great Trek (1898) bei Braatz & Mayrhofer als Band 4 der Haggard Edition unter „Der große Treck“ erschienen.
- The Spring Of Lion (1899)
- Black Heart And White Heart (1900)
- Lysbeth. A Tale of the Dutch (1901)
- Pearl-Maiden (1903) bei Braatz & Mayrhofer als Band 7 der Haggard Edition unter „Das Perlenmädchen“ erschienen.
- Stella Fregelius (1904)
- The Brethren (1904) bei Braatz & Mayrhofer als Band 5 der Haggard Edition unter „Die Brüder“ erschienen.
- The Way Of The Spirit (1906)
- Fair Margaret (1907)
  - Deutsch: Die schöne Margarete. Übersetzt von L. Chr. Kelber. Costenoble, Jena 1912.
- The Ghost Kings (1908) bei Braatz & Mayrhofer als Band 6 der Haggard Edition unter „Die Geisterkönige“ erschienen.
- The Yellow God (1908)
  - Deutsch: Der gelbe Gott. Ein Idol Afrikas. Übersetzt von Hans Maeter. Heyne SF&F #4370, 1987, ISBN 3-453-00472-8.
- The Lady Of Blossholme (1909)
- Queen Shebas Ring (1910)
  - Deutsch: Der Ring der Königin von Saba. Übersetzt von Irene Holicki. Heyne SF&F #5144, 1994, ISBN 3-453-07789-X.
- Morning Star (1910)
  - Deutsch: Morgenstern. Übersetzt von Hans Maeter. Nachwort von Bernhard Heere. Heyne SF&F #4146, 1985, ISBN 3-453-31210-4.
- Red Eve (1911)
- The Mahatma and The Hare (1911)
  - Deutsch: Der Mahatma und der Hase. Eine Traum-Phantasie. Übersetzt von Joachim Körber. Ed. Phantasia, 2004, ISBN 3-937897-04-6.
- The Wanderer’s Necklace (1914)
  - Deutsch: Das Halsband des Wanderers. Übersetzt von Hans Maeter. Heyne SF&F #4136, 1985, ISBN 3-453-31144-2.
- Love Eternal (1918)
- Moon of Israel (1918) bei Braatz % Mayrhofer als Band 8 der Haggard Edition unter „Mond von Israel“ erschienen.
- When the World Shook (1919)
  - Deutsch: Als die Welt erbebte. Übersetzt von Hans Maeter. Heyne SF&F #4147, 1985, ISBN 3-453-31261-9.
- The Virgin of the Sun (1922)
  - Deutsch: Die Jungfrau der Sonne. Übersetzt von Irene Holicki. Heyne SF&F #5428, 2000, ISBN 3-453-09489-1.
- Queen of the Dawn (1925)
- Mary of Marion Isle (1929)
- Belshazzar (1930)
- Mr. Meeson's Will (1888) als Band 2 der Haggard Edition bei Braatz & Mayrhofer unter „Mr. Meesons Testament“ erschienen.
- Red Eve (1911) als Band 9 der Haggard Edition bei Braatz & Mayrhofer unter „Die rote Eve“ erschienen.

Kurzgeschichten und Novellen
- Black Heart and White Heart (1896)
- Doctor Therne (1898)
- Only a Dream (1905)
- The Wedding Gift (1905)
  - Deutsch: Das Hochzeitsgeschenk. In: Smith und die Pharaonen. Übersetzt von Meiko Richert. Dornbrunnen Taschenschmöker, 2017, ISBN 978-3-943275-26-1.
- Smith and the Pharaohs (1912)
  - Deutsch: Smith und die Pharaonen. Übersetzt von Meiko Richert. Dornbrunnen Taschenschmöker, 2017, ISBN 978-3-943275-26-1.
- Zikali the Wizard (1913, Auszug aus Child of Storm)
- The Monster God (1913)
  - Deutsch: Der Monstergott. In: Michel Parry (Hrsg.): King Kongs Rivalen. Pabel (Vampir Taschenbuch #76), 1979.
- Barbara Who Came Back (1920)
- Little Flower (1920)
- The Blue Curtains (1920)
- The Missionary and the Witch Doctor (1920)
- The Kiss of Fate (1923)
- The Tale of Philo (1923)

Sammlungen und Werkausgaben
- The Works of H. Rider Haggard. 20 Bde. McKinlay, Stone & Mackenzie, New York 1886–1915.
- Allan's Wife and Other Tales (1889)
- Black Heart and White Heart, and Other Stories (1900)
- Elissa: The Doom of Zimbabwe / Black Heart and White Heart: A Zulu Idyll (1900)
- The Wizard and Black Heart and White Heart (1907)
- Smith and the Pharaohs and Other Tales (1920)

Autobiographie
- The Days of My Life: An Autobiography by Sir H. Rider Haggard. 1926.

Tagebücher
- D. Sydney Higgins (Hrsg.): The Private Diaries of Sir H. Rider Haggard. Cassell, London 1980, ISBN 0-304-30611-8.

Sachliteratur
- Cetywayo and His White Neighbours; or, Remarks on Recent Events in Zululand, Natal, and the Transvaal (1882, überarb. Ausg. 1888, auszugsweise auch als The Last Boer War, 1899, auch als A History of the Transvaal, 1899)
- Church and the State: An Appeal to the Laity (1895)
- A Farmer's Year, Being His Commonplace Book for 1898 (1899)
- The New South Africa (1900)
- A Winter Pilgrimage:… Travels Through Palestine, Italy, and the Island of Cyprus (1901)
- Rural England (2 Bde. 1902)
- A Gardener's Year (1905)
- Report on the Salvation Army Colonies (1905, auch als The Poor and the Land)
- Regeneration, Being an Account of the Social Work of the Salvation Army in Great Britain (1910)
- Rural Denmark and Its Lessons (1911)
- A Call to Arms to the Men of East Anglia (1914)
- The After-War Settlement and the Employment of Ex-Service Men in the Overseas Dominions (1916)

## Verfilmungen
- 1899: La colonne de feu (Kurzfilm, Regie: Georges Méliès)
- 1903: La flamme merveilleuse (Kurzfilm, Regie: Georges Méliès)
- 1908: She (Kurzfilm, Regie: Edwin S. Porter)
- 1911: She (Kurzfilm, Regie: George Nichols)
- 1912: Jess (Regie: George Nichols)
- 1914: Jess (mit Constance Crawley, Arthur Maude)
- 1915: Mr. Meeson’s Will (Kurzfilm, Regie: Frederick Sullivan)
- 1916: She (Regie: William G.B. Barker und Horace Lisle Lucoque)
- 1916: The Grasp of Greed  (Regie: Joseph De Grasse, Vorlage: Mr. Meeson's Will)
- 1917: Dawn (Regie: Horace Lisle Lucoque)
- 1917: She (Regie: Kenean Buel)
- 1917: Heart and Soul (Regie: J. Gordon Edwards, Vorlage: Jess)
- 1917: Cleopatra (Regie: J. Gordon Edwards)
- 1919: King Solomon’s Mines (Regie: Horace Lisle Lucoque)
- 1919: Allan Quatermain (Regie: Horace Lisle Lucoque)
- 1921: Stella (Regie: Edwin J. Collins, Vorlage: Stella Fregelius)
- 1921: The Stronger Passion (Regie: Herbert Brenon, Vorlage: Beatrice)
- 1922: Swallow (Regie: Leander De Cordova)
- 1924: Die Sklavenkönigin (Regie: Michael Curtiz, Vorlage: The Moon of Israel)
- 1925: She (Regie: Leander De Cordova und G. B. Samuelson, Zwischentitel von Haggard, beinhaltet Teile aus allen Romanen)
- 1935: She – Herrscherin einer versunkenen Welt (Alternativtitel: Das Land des Grauens, Regie: Lansing C. Holden und Irving Pichel)
- 1937: King Solomon’s Mines (Regie: Robert Stevenson, Geoffrey Barkas)
- 1950: König Salomons Diamanten (Regie: Compton Bennett, Andrew Marton)
- 1959: Watusi (Regie: Kurt Neumann, Vorlage: King Solomon's Mines)
- 1965: Herrscherin der Wüste (Regie: Robert Day)
- 1968: The Vengeance of She (Alternativtitel: Jung, blond und tödlich, Regie: Cliff Owen, freie Verfilmung des zweiten Romans)
- 1977: O Trapalhão nas Minas do Rei Salomão (Regie: J. B. Tanko, Vorlage: King Solomon's Mines)
- 1979: König Salomons Schatz / King Solomon’s Treasure (Regie: Alvin Rakoff, Vorlage: Allan Quatermain)
- 1984: She – Eine verrückte Reise in die Zukunft (Regie: Avi Nesher)
- 1985: Quatermain – Auf der Suche nach dem Schatz der Könige (Regie: J. Lee Thompson)
- 1986: King Solomon’s Mines (Animationsfilm)
- 1986: Quatermain II – Auf der Suche nach der geheimnisvollen Stadt (Regie: Gary Nelson, Vorlage: Allan Quatermain)
- 2001: She – Herrscherin der Wüste (Regie: Timothy Bond)
- 2004: Quatermain und der Schatz des König Salomon / King Solomon’s Mines (TV-Miniserie)
- 2007: She (Regie: Clive Nolan und Agnieszka Swita, Premiere einer Rockoper des Mitglieds der englischen Band Pendragon, auf DVD veröffentlicht)
- 2008: Allan Quatermain and the Temple of Skulls (Video, Regie: Mark Atkins, Vorlage: King Solomon's Mines)